# جمعية صندوق إعانة المرضى (الكويت)
الصندوق هو أول مؤسسة طبية خيرية تأسس في دولة الكويت في يوليو من عام 1979م على يد مجموعة من الأطباء الكويتيين، وكان ذلك في شهر رمضان المبارك عام 1399هـ، ويقوم على إعانة المرضى المحتاجين بغض النظر عن الجنسية أو الدين أو المذهب.

## أهداف الصندوق
1. إعانة المرضى الذين أقعدهم المرض عن طلب الرزق.
2. توفير العلاج والأجهزة والمستلزمات الطبية لمن عجز ماديا عن توفيره.
3. مساعدة المرضى الذين يتطلب علاجهم السفر إلى الخارج جزئيا أو كليا.
4. المساهمة في مد يد العون المادي والصحي لمتضرري الكوارث خارج الكويت.
5. المساهمة في نشر الوعي الصحي الخاص بالمرضى.

## إنجازات الصندوق
- بناء المركز الصحي لمنطقة القصر بمحافظة الجهراء بالتعاون مع مؤسسة الكويت للتقدم العلمي ببادرة كريمة من أمير البلاد الراحل الشيخ جابر الأحمد الصباح، وبعض المؤسسات الحكومية والخاصة.
- تقديم الدعم المادي والفني من أموال وأجهزة طبية لآلاف المرضى المعسرين والعاجزين حتى أصبحت الموازنة المالية لهذا النشاط تجاوز النصف مليون دينار كويتي سنوياً تصرف لأكثر 6000 حالة سنوياً بالمساعدات المختلفة سواء بالإعانات الدائمة أو المقطوعة والأجهزة الطبية وحقن الهرمونات والتحاليل الطبية والأشعات والمساهمة في تكاليف العلاج بالخارج جزئياً أو كلياً.
- المساهمة في التنمية البشرية بكل أبعادها من الناحية الصحية والاجتماعية والنفسية عن طريق عمل المحاضرات والمعارض الصحية والندوات الطبية لمختلف شرائح المجتمع الكويتي.
- إنشاء رابطة الدسلكسيا الكويتية للاكتشاف المبكر لحالات عسر القراءة لدى الأطفال المصابين بها، ويعتبر المركز الوحيد بالخليج. والدسلكسيا هي إحدى صعوبات التعلم كما تسمي أحياناً صعوبة خاصة في التعليم.
- إنشاء 18 نادياً للأطفال نزلاء المستشفيات وتزويد الأندية بمشرفات متخصصات لتقديم خدمات ترفيهية وتثقيفية للطفل وتزيل عنه جو الرهبة داخل المستشفى ومساعدة الهيئة التمريضية في تأدية عملها.
- إنشاء أندية اجتماعية متخصصة كنادي التنمية الذاتية للمرضى تحت التأهيل الذين يعالجون من الإدمان ونادي الثلاسيميا (مرض تكسر الدم) داخل مستشفى الطب الطبيعي.
- المساهمة بنشر الوعي الصحي:

حيث يتم إصدار أكثر من مليوني مطبوعة وتوزيعها تحمل التعريف بالأمراض والآفات التي قد تصيب الإنسان وطرق الوقاية منها، كما تحمل بعض عناوين المطبوعات نصائح للأم المرضعة وكيفية الاعتناء بالطفل.
- إنشاء نظام متخصص في التوعية والإرشاد لنزلاء المستشفيات يقوم به وعاظ متخصصون لتقديم الدعم النفسي والإيماني للمرضى، فبالرغم من أن هذا العمل من هدي النبي صلى الله عليه وسلم إلا أن المستشفيات في الدول الغربية تأخذ بهذا النظام حيث توفر قسيساً للمستشفى للقيام بتقديم الدعم النفسي للمرضى نزلاء المستشفيات، كما يقوم الواعظ بالمستشفيات بتقديم الإرشاد الديني حول كيفية وضوء وصلاة المريض العاجز والمقعد.
- مساعدة الدول الإسلامية:

يقدم الصندوق المساعدات الإنسانية للدول الإسلامية الفقيرة المتضررة بفعل الأوبئة والحروب والكوارث، وقد أرسل الصندوق مساعداته العينية والمادية وأنشئ المراكز العلاجية في دول أفريقيا وآسيا وأوروبا الشرقية.
- المساهمة في إنشاء وتجهيز المراكز الصحية الخيرية في البلاد الإسلامية كمركز غسيل الكلى في بنغلاديش، والإغاثة الدولية باسم الكويت بلد العطاء والخير.

## أفرع الصندوق الخارجية

### جمعية إعانة المرضى الدولية
مقالة مفصلة: جمعية إعانة المرضى الدولية
تعمل الجمعية على إنشاء وإدارة مشاريع صحية في الداخل السوري وتركيا ، وتقدم خدماتها للمرضى السوريين عبر رعاية العمليات الجراحية ، الطبابة ، الدواء ، الاستشفاء ومنظومة الإسعاف السريع. بدأت الجمعية عملها في الداخل السوري تحت اسم الجمعية المانحة الأم صندوق إعانة المرضى الكويتي وحققت الجمعية إنجازات ضخمة خلال فترة عملها في الداخل السوري عبر توزيع المشاريع على الأراضي السورية من جرابلس في ريف حلب الشمالي إلى جباتا الخشب في القنيطرة. تقوم الجمعية بتقديم الخدمات الطبية بأفضل جودة ممكنة داخل الأراضي السورية والتركية ، فهي تعتمد على خبرات طبية وإدراية متقدمة لتوفر أفضل بيئة صحية ضمن الإمكانيات المتاحة والأوضاع الصعبة.

### صندوق إعانة المرضى بالسودان
صندوق إعانة المرضى بالسودان منظمة طوعية تعمل منذ تأسيسها في العام 1406هـ الموافق 1986م في المجالات الأتية:
الخدمات الصحية:
من خلال أربعة وعشرين مؤسسة صحية منتشرة في 8 ولايات بالسودان (أربعة مستشفيات تخصصية) ومركز للعلاج الطبيعي ومركز لطب وجراحة العيون و18 مركز رعاية صحية أساسية.
الإغاثة والطوارئ:
بصورة أساسية في الصومال وأقليم دارفور وغيرها من المناطق المتأثرة بالنزوح والكوارث.
التنمية المجتمعية:
من خلال تعزيز صحة المجتمع وبرامج الرعاية والكفالات.
التدريب وبناء القدرات:
لكافة الأطر الصحية عبر مؤسسات الصندوق المختلفة.

## وصلات خارجية
- موقع صندوق إعانة المرضى الكويتي الرسمي http://www.phf.org.kw
- حساب الصندوق على تويتر https://twitter.com/PHFkw
- قناة اليوتيوب الرسمية http://www.youtube.com/user/PHFSKUWAIT
- موقع جمعية إعانة المرضى الدولية http://iphs.org.tr
- موقع صندوق إعانة المرضى في السودان http://www.phfsudan.org